# Af Kullberg
af Kullberg var en svensk adlig ätt, adlad den 5 augusti 1818 genom Anders Carlsson af Kullberg som introducerades året därpå. Ätten utslocknade på svärdssidan med Gustaf Artur af Kullberg 1941.
Det fanns ingen med namnet af Kullberg i Sverige den 31 december 2021.

## Personer med efternamnet af Kullberg
- Anders Carlsson af Kullberg
- Karl af Kullberg
- Elsa af Kullberg
- August af Kullberg, militär och tecknare
- Carl af Kullberg, konsul
- Herman af Kullberg, militär